# Freilandstation Monruz
Koordinaten: 47° 0′ 12,9″ N, 6° 57′ 40,5″ O; CH1903: 563695 / 205947
Die Freilandstation Monruz war der archäologische Fundplatz eines jungpaläolithischen Jägerlagers, das 1989 im Neuenburger Ortsteil Monruz gefunden wurde. Wegen der aussergewöhnlich gut erhaltenen organischen Funde und der drei Venusfigurinen von Monruz zählt die Freilandstation mit einem Alter von 16'500–15'200 Jahren zu den wichtigsten magdalénienzeitlichen Fundstellen der Schweiz.

## Fund

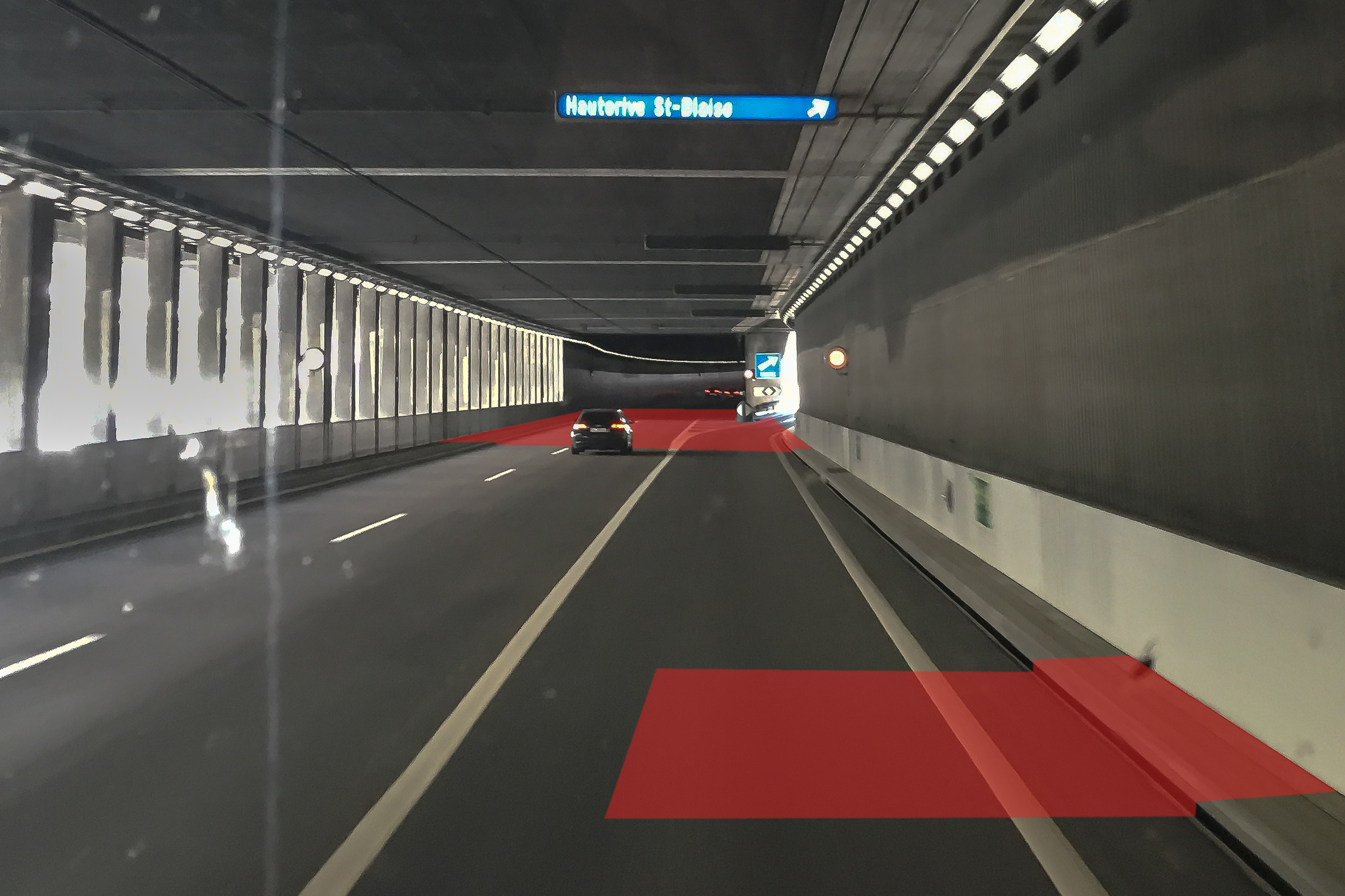
Fundstelle der Freilandstation im Mai 2016. Rote Markierungen:
vor dem PKW Sektor 1,
hinter dem PKW Sektor 2.

Beim Bau der Autobahn A5 – die am Nordufer des Neuenburgersees aufgrund dichter Bebauung zu grossen Teilen in Trögen, Einhausungen und Tunneln trassiert ist – entdeckte der Kantonsarchäologe Michel Egloff bei einer baubegleitenden Begehung im Oktober 1989 einen paläolithischen Siedlungshorizont. Dieser lag im Bereich der nach Nordosten verlaufenden Richtungsfahrbahn auf Höhe der Ausfahrt 14 Hauterive-St. Blaise in einer Höhe von 428,5 m ü. M. und damit rund 5 m unter dem Wasserspiegel des Neuenburgersees. Bereits sechs Jahre zuvor war im 1 km entfernten Hauterive-Champréveyres ein gleichartiger Fundkomplex entdeckt worden, auf dem sich heute das kantonale archäologische Museum Laténium befindet.
Die anschliessenden Ausgrabungen wurden von dem archäologischen Dienst des Kantons Neuenburg durchgeführt und fanden in mehreren Kampagnen zwischen 1989 und 1992 statt. Von der ursprünglich etwa 800 m² grossen Siedlungsfläche war bereits knapp die Hälfte durch Tiefbauarbeiten zerstört und abgetragen worden, sodass sich die Ausgrabungen auf zwei 450 bzw. 15 m² grosse Sektoren konzentrierten. Man entschied sich für eine Blockbergung der beiden zentralen Siedlungsbereiche des Sektors 1 mit ihrer besonders dichten Fundstreuung. Beide Blöcke (Block A: 18 m², 75 t; Block B: 66 m², 400 t) wurden für den Transport mit Stahlrohren unterbaut und mit Spundwänden verschalt. Im März bzw. Juni 1990 wurden sie per Schwertransport für weitere Analysen und zur Herstellung von Abgüssen nach Champréveyres verbracht.

## Befund

### Lage
Die Freilandstation Monruz war in einer Senke an einer für die Pferdejagd strategisch günstig gelegenen Engstelle zwischen dem 1180 m hohen Berg Chaumont und der Uferzone des Neuenburgersees errichtet worden. Es ist anzunehmen, dass neben der Nähe zum Wasser und der windgeschützten Lage auch der dortige weiche sandige Schluff für die Platzwahl ausschlaggebend war. Während der Wiedererwärmung am Ende der Älteren Dryaszeit stieg der Wasserspiegel des Sees rasch an, was eine schnelle Sedimentation der aufgelassenen Siedlungsfläche zur Folge hatte und die organischen Materialien durch Luftabschluss sehr gut konservierte. Neben der Magdalénien-Fundschicht mit zahlreichen Feuerstellen, tausenden Faunaresten und lithischen Artefakten konnte auch eine spätere Begehung des Lagers im Azilien nachgewiesen werden.

### Fauna
In Monruz konnten mehr als 14'000 Faunareste mit fast 100 kg Gesamtgewicht dreidimensional eingemessen werden. Die Hälfte der Stücke mit 85 kg Gewicht stammt vom juvenilen und adulten Wildpferd, woraus hervorgeht, dass die Herdenverbände bejagt wurden, nicht die Junggesellengemeinschaften. Es ist mit einer Mindestindividuenzahl von 56 vollständigen Tieren nachgewiesen und damit als Hauptbeutetier anzusehen, gefolgt von Murmeltier (17 Tiere), Schneehase (7), Steinbock und Ziesel (je 4). Neben Ren und Braunbär (je 3) fanden sich auch Reste von Bison, Iltis, Eisfuchs und Haushund (je 1).
Aus den Schlämmrückständen stammen weitere 1500 bestimmbare und 72'000 nicht bestimmbare Reste von Tieren.
Da Wildpferde grosse Distanz zu menschlichen Ansiedlungen wahren und erlegt nur über kurze Strecken transportiert werden können, geht man davon aus, dass das Lager Monruz nach einer erfolgreichen Pferdejagd eingerichtet wurde. Vor allem die zahlreichen Zähne von Jungtieren und die Anwesenheit von Murmeltier und Ziesel – beide konnten während des Winterschlafs nicht bejagt werden – machen eine Nutzung der Freilandstation während der Sommerhalbjahre wahrscheinlich. Das Lager wurde für 20 Wiederbegehungen genutzt und aus der Nahrungsmenge, die jeweils zur Verfügung stand, lässt sich eine Aufenthaltsdauer von ein bis drei Wochen ableiten. Aufgrund der Mobilität paläolithischer Jäger und Sammler ist von maximal zwei Aufenthalten pro Jahr auszugehen.

### Feuerstellen
Anhand der freigelegten Herdkonstruktionen aus Geröllen und Steinplatten sowie den dazugehörigen Holzkohleschichten konnte eine Vielzahl an Erkenntnissen über die damalige Lebensweise und die vorherrschende Flora gewonnen werden. Im Lager befanden sich 36 Feuerstellen unterschiedlicher Grösse, von denen die Hälfte in das Erdreich eingetieft war. Als Brennmaterial standen ausschliesslich dünne Zweige von Kriechweiden zur Verfügung, daher wurden die Feuer nicht offen abgebrannt, sondern mit Geröllen und Steinplatten begrenzt und abgedeckt. So konnten Zweige und Blätter wesentlich effizienter zur Nahrungszubereitung und zum Beheizen eventuell vorhandener Behausungen genutzt werden. Mehr als 5000 Steine mit annähernd 2 t Gesamtgewicht wurden analysiert, über die Hälfte davon wies Brandspuren auf, eine Vielzahl war durch Hitzeeinwirkung zerborsten. Fragmente wurden häufig mehrmals an verschiedenen Feuerstellen wiederverwendet, sodass anhand von Zusammensetzungen eine chronologische Abfolge der Feuerstellennutzung vorgeschlagen werden konnte.

### Organische Geräte und Schmuck
Aus Rengeweih sind neben zahlreichen Rohlingen und Stücken mit Bearbeitungsspuren auch neun Speerspitzen, drei Widerhaken von Harpunen und das Fragment eines Lochstabs erhalten. Mit einem Lochdurchmesser von etwa 30 mm ist er mit den grössten Exemplaren des zeitgleich begangenen Siedlungsplatzes am Petersfels bei Engen vergleichbar. Mit dieser 170 km Luftlinie entfernten Höhle nordwestlich des Bodensees ist Monruz zudem durch drei stilisierte Frauenstatuetten und einen Knebel aus Gagat verbunden. Die Artefakte beider Fundstellen sind sich in Form und Grösse derart ähnlich, dass darüber spekuliert wird, ob derselbe Künstler diese Stücke gestaltet hat. Aus den Schneckensanden des 300 km entfernten Steinheimer Beckens auf der Schwäbischen Ostalb stammen 19 fossile, mit Bohrungen versehene Gehäuse der Schneckenart Gyraulus trochiformis Stahl. Sie sind nahezu unbeschädigt und gelten als Indiz für die Weiträumigkeit der Streifgebiete damaliger Jäger-und-Sammler-Gruppen.

### Steingeräte
Das lithische Inventar mit Abmessungen über 1 cm umfasst knapp 45'000 Stücke und hat ein Gesamtgewicht von 77 kg. Hierin enthalten sind 203 präparierte Kerne und rund 1400 Artefakte, die als Werkzeuge bzw. Einsätze für Geschossspitzen angesprochen werden können. Neben 900 Rückenmessern finden sich 500 Stichel, Bohrer und Mikrobohrer. Kratzer sind nur wenige vorhanden, bei dem Rest handelt es sich um Abfallstücke. Hinzu kommen weitere 48'000 Absplisse und Abfälle mit einer Grösse unter 1 cm. Aus der Gesamtmenge liessen sich 5839 Fragmente zu 1373 Gefügen zusammensetzten.
Die örtlichen Rohmaterialvorkommen sind von schlechter Qualität, daher wurden unterschiedlichste ortsfremde Materialien über zum Teil sehr grosse Distanzen nach Monruz importiert. Eingebracht wurden sie in verschiedenen Stadien der Bearbeitung, z. B. in Form von Kernen oder als fertige Werkzeuge. Silex war über das gesamte Areal verteilt zu finden, konzentrierte sich jedoch an rund 200 Punkten rund um die Feuerstellen. Aus den Verteilmustern und der Qualität der Produktionsabfälle geht hervor, dass die weniger versierten Steinschläger nur den minderwertigen örtlichen Feuerstein verarbeiten durften. Das Einzugsgebiet für die Rohmaterialversorgung erstreckte sich über mehrere hundert Kilometer vom Mâconnais im heutigen Frankreich über das gesamte Juragebirge bis auf die Schwäbische Alb.